# スリープレス・ソサエティ
スリープレス・ソサエティ（英語：Sleepless Society）は、タイのテレビドラマシリーズ。One31にて2019年から2020年にかけて「夜の恐怖（タイ語: แพ้กลางคืน）」「レインキャッスルからの招待状（英語: Bedtime Wishes）」「不眠症の女（タイ語: คืนฝันลวง）」「2つの枕と失われた魂（タイ語: หมอน2ใบ）」の4つのシリーズが放送された。
またNetflixにて全世界で配信されている。

## シーズン1: 夜の恐怖

### キャスト

#### 主演
- ミーナ役：ライラ・ブンヤサック
- アーム役：ナッタパット・ニムジラワット

#### 助演
- ピート役：マシュー・ディーン・チャンタワーニ
- カーン役：ジェイソン・ヤング
- シータ役：インティラー・ジャルンプラ
- ワン役：ナタリニー・ガンナスート

## シーズン2: レインキャッスルからの招待状

### キャスト

#### 主演
- レイン役：シャクリット・ヤムナーム
- ナラ役：サーウィカー・チャイヤデート

#### 助演
- Methanee役：スポット・チャンタチャルーン
- Pitak役：パイロート・サンワリブット
- Sompot役：スチャオ・ポンウィライ
- Penporn役：ナタヤ・チャンルーン
- ジョン役：パパンコーン・ラークチャレアムポート
- スチャダー・トンガーム
- サシン・チョウ

## シーズン3: 不眠症の女

### キャスト

#### 主演
- アイヤ役：チュティモン・ジョンジャルーンスックジン

- スーア役：ナッタシット・コートマナットワニット

#### 助演
- ウィン役：スッティラック・サブウィチートラー

- モー役：ワリスラ・ユ

- フェイ役：シター・ハラウィデジャコーン
- Yok役：スッタティップ・ウッティチャイプラディット
- Tatiya役：タッチャトーン・スーパナーン
- チョークチャイ・ジャルーンスック
- スポット・ポンパンチャルーン
- ニコン・セタン
- ガンディー・ワスウィッチャヤギット
- ペットパチャラ・キットクライラージ
- ドゥアンジャイ・ヒランシー
- ニラチャー・ファンフーキート
- ティーラナイ・ナ・ノンカイ
- スモンター・スアンポルラート
- ウィモルパーン・チャーリーチャンハン
- ダムカーン・ティタピヤサーク
- ナッタワラ・ホンスワン
- ヌンタパーク・チャラームプーアデージ

## シーズン4: 2つの枕と失われた魂

### キャスト

#### 主演
- ケート役：ナムティップ・ジョンラチャタウィブーン
- Chatchai役：ウォーラリット・フアンアーロム

#### 助演
- ケートの母親役：カンチャナポーン・プロドバイ
- ジン役：アラチャポーン・ポーキンパコーン
- ジョム役：タノンサク・スパカーン
- Raht役：トッサティード・ダーンクントード
- 教授役：ブンソン・ナークプー
- チドサヌポン・サクルヌンティパート
- 心理学者役：ニサワン・シルパペアスー
- アニタ・サルチャー
- ブミバット・タウォンシリ
- ポーンティップ・ティプシリ
- タナ・スリスケ